# Panamas flagga
Panamas flagga antogs den 3 november 1903. De blåa och röda fälten står för Panamas dominerande partier vid den tiden, de liberala och de konservativa. Den vita färgen representerar den fredliga atmosfär som de båda partierna verkar i. Proportionerna är 2:3.

## Historik

Föreslagen panamansk flagga 1903

Panamas första flagga som självständig nation påminde mycket om den amerikanska, med vågräta band i rött och gult. I stället för de amerikanska stjärnorna i kantonen hade den två solar som var förbundna med ett gult band - något som representerade de båda världshaven och förbindelsen dem emellan via Panamakanalen. Denna flagga kunde den dåvarande presidenten Manuel A. Guerrero emellertid inte acceptera, utan valde i stället den moderna flaggan som ritats av hans son.